# Gonzales, Louisiana
Gonzales är en stad (city) i Ascension Parish i delstaten Louisiana i USA. Staden hade 12 231 invånare, på en yta av 23,96 km² (2020). Gonzales är känd som "Jambalaya Capital of the World" och har en årlig festival på temat sedan 1968.